# Szczepan Sadurski
Szczepan Piotr Sadurski (n. 9 iunie 1965, Lublin, Republica Populară Polonă) este un caricaturist, jurnalist satiric polonez, președintele Partidului Buna Dispoziție⁠(d) (Partia Dobrego Humoru). S-a născut în 1965 în Lublin, Polonia, a absolvit Școala de artă (1985). A publicat peste 5.000 de desene în 200 de reviste. Laureat al mai multor premii, inclusiv „Złota Szpilka '86” (Acul de aur '86) (Primește Premiul concursului organizat de revista „Pins” (Ace) pentru cel mai bun desen al anului). Fondatorul edituirii „Humor i Satyra Superpress” (Umor și satiră Superpress) (1991), redactor al revistei Dobry Humor (Buna Dispoziție). Este președintele și inițiatorul Partidului Buna Dispoziție – o organizație nonconformistă internațională, pentru persoanele cu simțul umorului (ce numără  mai bine de trei mii de membri în Polonia și alte țări ale lumii). Este proprietarul portalului satiric Sadurski.com. A făcut parte din juriul mai multor concursuri și spectacole de cabaret satiric în Polonia, Turcia și Suedia. Trăiește în capitala Poloniei, Varșovia.